# Богуславский сельсовет
Богуславский сельсовет - сельское поселение в Партизанском районе Красноярского края.
Административный центр — деревня Богуславка.

## История
Статус и границы сельского поселения установлены Законом Красноярского края от 18 февраля 2005 года № 13-3046 «Об установлении границ и наделении соответствующим статусом муниципального образования Партизанский район и находящихся в его границах иных муниципальных образований»

## Население
| 2010 | 2012 | 2013 | 2014 | 2015 | 2016 | 2017 |
| ---- | ---- | ---- | ---- | ---- | ---- | ---- |
| 515  | ↘500 | ↘493 | ↘477 | ↘465 | ↘444 | ↗449 |

## Состав сельского поселения
В состав сельского поселения входят 2 населённых пункта:
| № | Населённый пункт | Тип населённого пункта          | Население |
| - | ---------------- | ------------------------------- | --------- |
| 1 | Богуславка       | деревня, административный центр | 376       |
| 2 | Калиновка        | деревня                         | 139       |

## Местное самоуправление
Богуславский сельский Совет депутатов
Дата избрания: 14.03.2010. Срок полномочий: 5 лет. Количество депутатов: 7
Глава муниципального образования
- Сафонова Анастасия Витальевна. Дата избрания: октябрь 2020 г. Срок полномочий: 5 лет